# ZPT-98坦克炮
ZPT-98是一款由中国所研製和生產的高膛压滑膛式坦克炮，是基于前苏联／俄罗斯2A46坦克炮的衍生型，运用引进吸收采用北约标准的坦克炮制造技术改进设计，並安裝在中國生產的三代主戰坦克，發射125毫米滑膛炮彈。

## 研發歷史
1970年代，中国科研人员展开大口径坦克炮的研发工作，并先后研发中120公釐、125公釐与130公釐等口径的坦克炮。而在1980年代，中国国产三代主战坦克（即99式坦克）的坦克炮口径的选择问题上，曾经有120毫米和125毫米两种口径之争。
从实际情况看，北约使用的120公釐高膛压滑膛炮的性能可与苏联所研制125公釐坦克炮不相伯仲。但研发适用于120公釐炮弹的新型自動裝彈機，在增加坦克设计难度的同时，也必须对坦克的整体设计作大幅修改。而且120公釐炮弹为整装式结构，这意味着与其配套的自动装弹机体积不小，给炮塔以内的安装划定了难以逾越的技术鸿沟。目前发射120公釐炮弹而且安装有自动装弹机的坦克仅有勒克萊爾主戰坦克、90式坦克和10式坦克，而三者的尾舱式自动装弹机的结构雖然安全，卻都比较复杂。同样发射120毫米炮弹的PTZ-89自行反坦克炮的有尾舱供弹半自动装填机构尽管提高了其射速，但其庞大的炮塔可反映其内部半自动装弹机的体积和复杂程度。

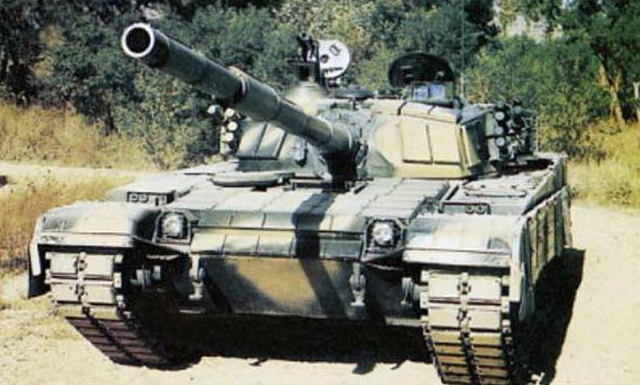
90-IIM坦克

另一方面，由于99式坦克自原始设计时已经参考了T-72主戰坦克的多个技术特点，并借鉴了其新型自动装弹机（能够装载较长的炮弹、双向旋转，以及具有连续装填模式），因而大幅地缩短其研发周期，同時也解決了可靠度的问题。而且拜125毫米滑膛炮弹的分装式可燃药筒的弹药设计的先天优势所赐，装弹机体积得以缩小。
早在1980年代初中国从罗马尼亚获得了一辆T-72M坦克之后，展开了测绘与摸底为相关设计提供参照。1986年国产125毫米坦克炮弹道炮完成研制，到1990年通过了技术鉴定。125毫米坦克炮研发成功，并得到了初步成果，用于59式坦克外贸型号改装125毫米滑膛炮的研究试验型，以及85-IIAP/85-IIM以及90-Ⅱ等坦克装了125毫米滑膛炮，用于外贸出口。另外，苏联解体后在1990年代早期中国从俄罗斯获得了一批配备了2A46M-1坦克炮的T-80坦克用于试验及技术评估。后经不断改进，定型后的125毫米坦克炮的膛压已高于120毫米坦克炮，后来獲指定为中国国产三代主战坦克采用的坦克炮。最后在96式坦克上安装的坦克炮，就是ZPT-98式48倍径125毫米高膛压滑膛坦克炮。在99坦克上安装的是50倍径ZPT-98式125毫米滑膛炮。另外，由99式坦克的测试阶段照片推测125毫米坦克炮还试制了进一步加长身管以提高穿甲威力的的改型，后来未见实际装备。

## 設計細節
ZPT-98坦克炮是俄制2A46型滑膛式坦克炮的仿製型，原型為從羅馬尼亞獲得的出口型T-72M上裝備的2A46型坦克炮。ZPT-98炮身和炮尾仿自2A46型，但採用了部分2A46M型的設計，並且得到的歐洲國家120mm滑膛炮相應技術支援，如西德萊茵金屬公司的电渣重熔技術，以及液压式炮管自我紧缩工艺和身管内壁镀铬等制造工艺。该炮的主要參數同2A46，包括48倍口径身管，火炮药室长度为880毫米，标准后坐行程为280—320毫米，最大后坐行程为330—340毫米。火炮身管质量为2.02吨，炮闩质量为72公斤，回转部分质量为2.6吨。火炮身管的抗弯强度为4,320牛顿／米，厚度公差为0.6毫米，工艺加工弯曲度为0.7密耳，自由误差为0.18密耳。ZPT-98的彈藥为前后两段分装式，先装填的炮弹，接着是独立式裝藥，与一部份艦砲的弹药相似。推进剂装料采用了由新型大根发射药制成的半可燃药筒，以減少发射后佔用的空间。ZPT-98在炮管固定以下的最大理论射速约为8发／分。
与2A46型滑膛式坦克炮一样，ZPT-98坦克炮的主要組成部分為：主炮身管、主炮身熱套筒外殼、後膛、吊籃、緩衝系統、升降機構和外護套
ZPT-98的炮身采用PCrNi3NoV高强度材料所制成。为了提高身管的耐烧蚀磨损寿命，火炮采用了身管内壁镀铬工艺。身管寿命为发射700发穿甲弹。由于对身管实施了液压式炮管自我紧缩技术，因而满足了高膛压火炮对身管强度的要求。據稱其炮口动能比同级别的原版2A46M-1提高30％—45％，射击精度提高20％—25％以上；而且其炮口动能亦比西方主流、豹-2A5與M1A1／A2坦克上使用的L/55 120毫 米滑膛式坦克炮提高近30％。
炮闩为横楔式，由冲杆弹簧式半自动控制，其上装有机械和电气式双功能击发系统。炮管包括一根推進劑引導管，用作固定式拋殼器，以發射後炮管內剩餘的高壓推進劑氣體將炮彈藥匣底板從後膛推出。
主炮身管外裝有固定式熱套筒外殼，由四段薄壁圓柱狀桿段所組成，能防止因為熱所引起的炮管歪曲。而且为了增强热防护效率，身管上还装有双层式铝板气隙式热护套，防护效率为70％。
緩衝裝置是由液壓緩衝器所組成，裝設在後膛和液壓式回熱器，並且穿過捲筒。機匣安裝在吊籃式鑄製組件以內。吊籃裝有銅套管，可在回滾、前滾和升降裝置期間轉動炮管的方向。升降機構安裝在坦克砲塔以內的一個特殊托架上。其火炮反后坐装置为下置式，由带液量调节的筒式后坐节制杆式驻退机以及带针形杆复进节制器的三筒液气式复进机组成。
ZPT-98的摇架呈箍形，底座长度为1,500毫米。底座上设有两条后坐滑轨，前滑轨为铜质环形衬筒，衬筒与炮身之间的安全膨胀间隙为0.3—0.9毫米，用以补偿身管射击时产生的热膨胀量。后滑轨由位于炮尾环和摇架上的轨道支架构成。可快速拆卸式摇架颈部由四颗螺栓固定。楔形半自动炮闩设在火炮上方，开闩力为245牛顿。坦克以内加装一台驻退器和复进机液量可见控制装置，可在火炮不进行人工后坐情况下检查液量。在火炮炮口端面还装有前瞄准镜垫片，炮长借此可在车内迅速调整火炮。根据需要，火炮可以电点火装置、电击发和机械式手动击发射击。火炮可前抽更换，可在一小时内完成更换。后期改进型时为了提高俯角还加大了炮塔。

## 彈藥
ZPT-98式主戰坦克炮可以發射新型的钨／贫铀合金尾翼穩定脫殼穿甲彈（APFSDS）、尾翼穩定高爆反坦克彈（HEAT-FS）以及尾翼穩定多功能高爆破片榴弹（HE-Frag）炮彈，此外還列裝了瞄准线半自动雷射制導乘波導引炮射导弹系统。ZPT-98亦可以使用俄罗斯、中国、伊朗、克罗地亚和塞尔维亚制造的、与2A45及2A46系列所使用、相同的彈藥。（彈頭和推进剂装料）。
ZPT-98的弹药基数为41发（三期改进型时提升至42发），其中2发放置于自动装弹机的旋转供弹机内，22发放置在位于炮塔环下方的回转式弹舱以内，炮塔内的乘员坐在弹舱上，但战斗舱与弹舱之间无防爆门保護，故安全性不如M1「艾布蘭」主力战车（自动装弹机的设计来源T-72主戰坦克亦有著相同的缺失）。
其中ZPT-98发射的DTC-10-125型第三期APFSDS砲彈时弹芯长径比达到30：1，初速可达1,760米／秒左右。炮弹可在2,000米距贯穿厚度大約达680毫米的軋壓均質裝甲。ZPT-98还可发射DTB-12-125型近炸引信榴弹，此弹药為一種高装药量的大威力多用途高爆彈，無論是殺傷軟目標或是癱瘓敵方坦克都有極佳的的效果。另外，ZPT-98还配有參考了9M119M「反射」的GP-125型雷射驾束制导炮射导弹系统，坦克以内一般携带4枚炮射导弹。

## 使用國
- 中华人民共和国：設計上安裝在中國生產的ZTZ-99、ZTZ-96、MBT-2000（VT-1） 和VT-4（MBT-3000）主战坦克以上。

## 流行文化
ZPT-98的各個坦克炮型號伴隨著搭載它的各個坦克型號在各部电影、电視劇和电脑游戏等作品之中出現。

## 圖集

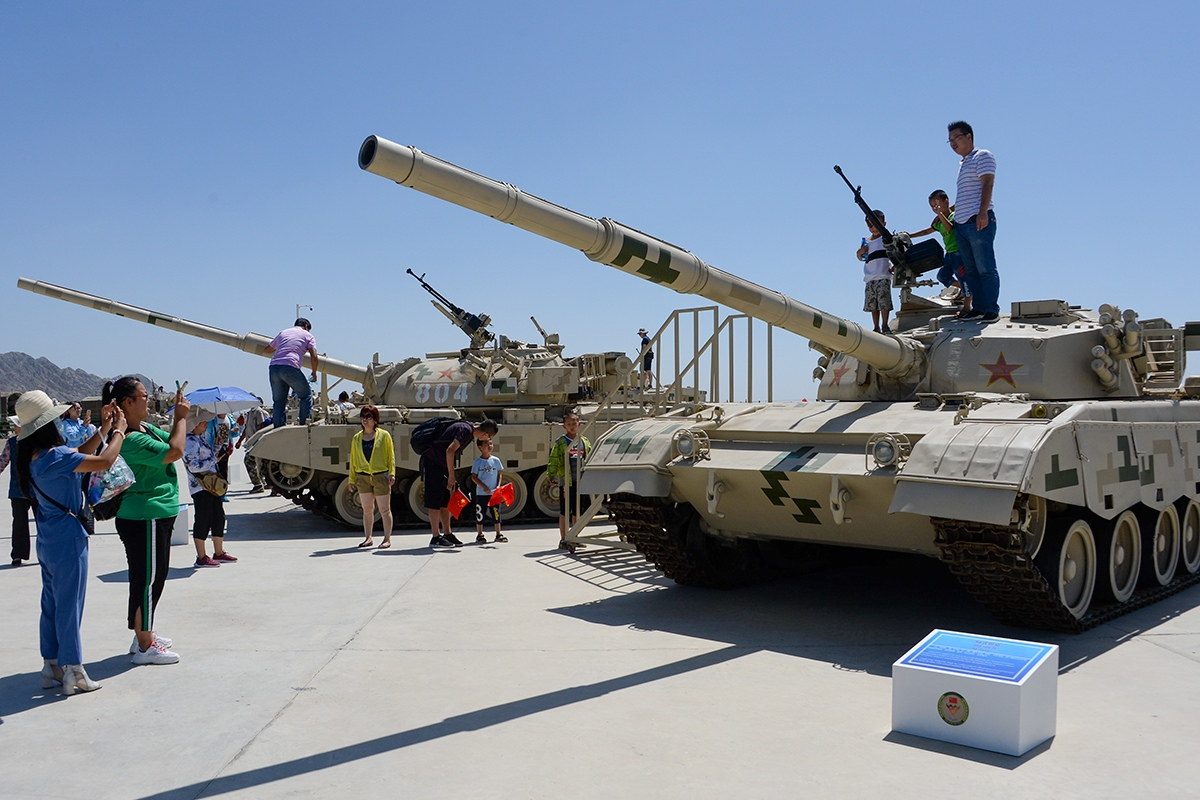
96式主战坦克上搭载的ZPT-98坦克炮。
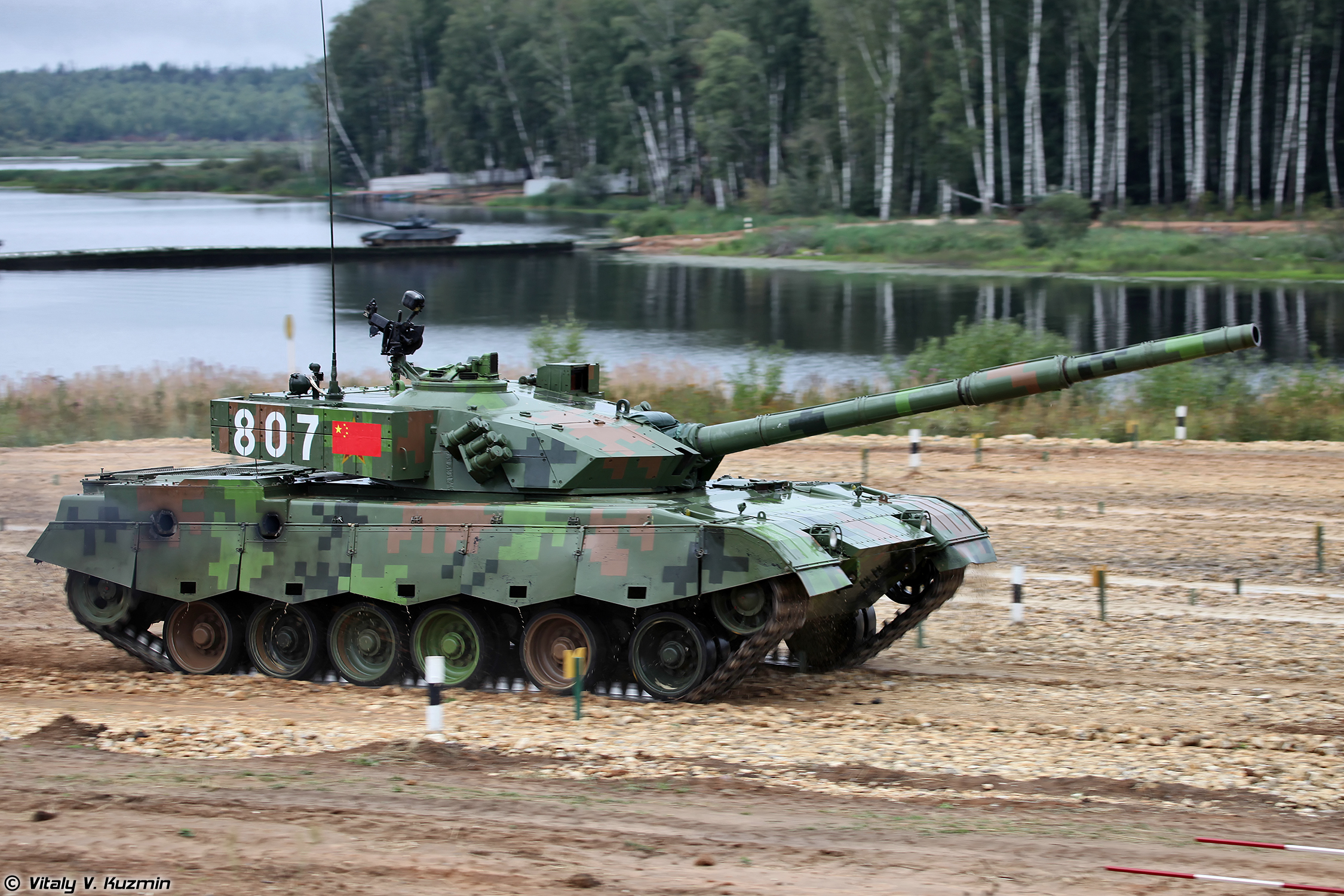
96A式主战坦克上搭载的ZPT-98坦克炮。
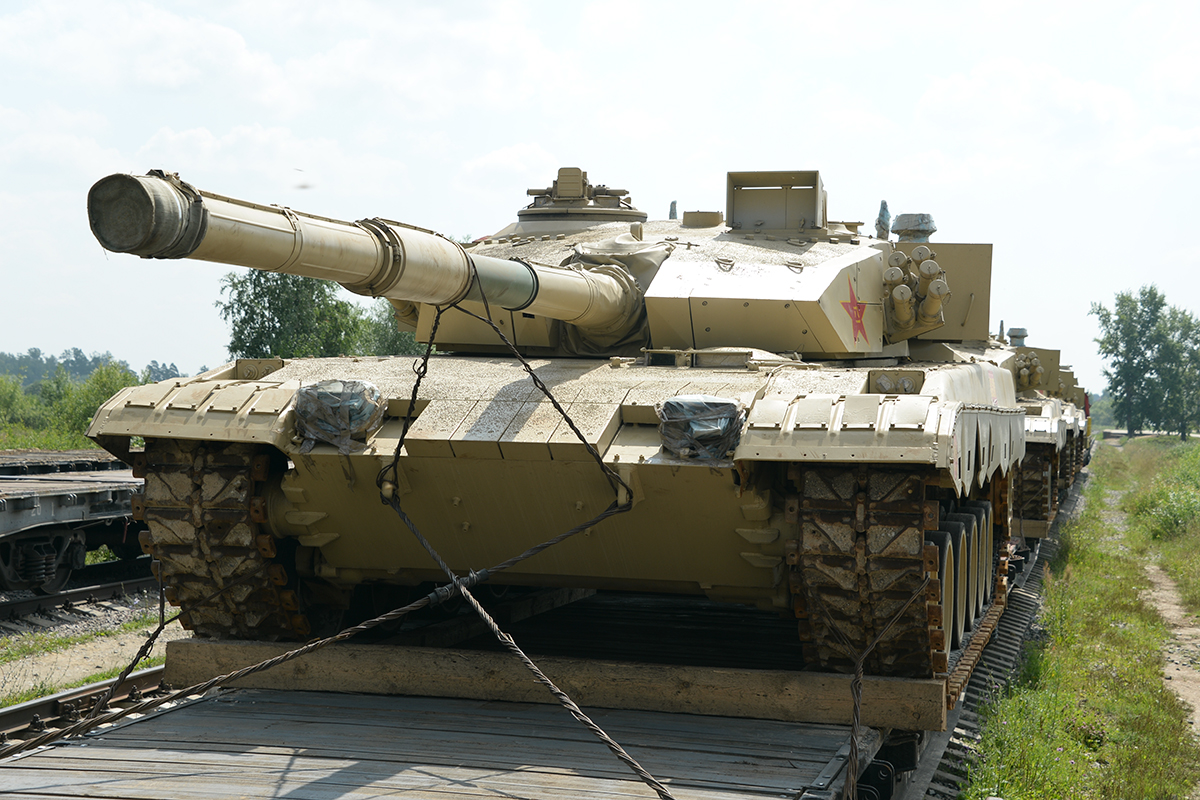
96B式主戰坦克上搭载的ZPT-98坦克炮。
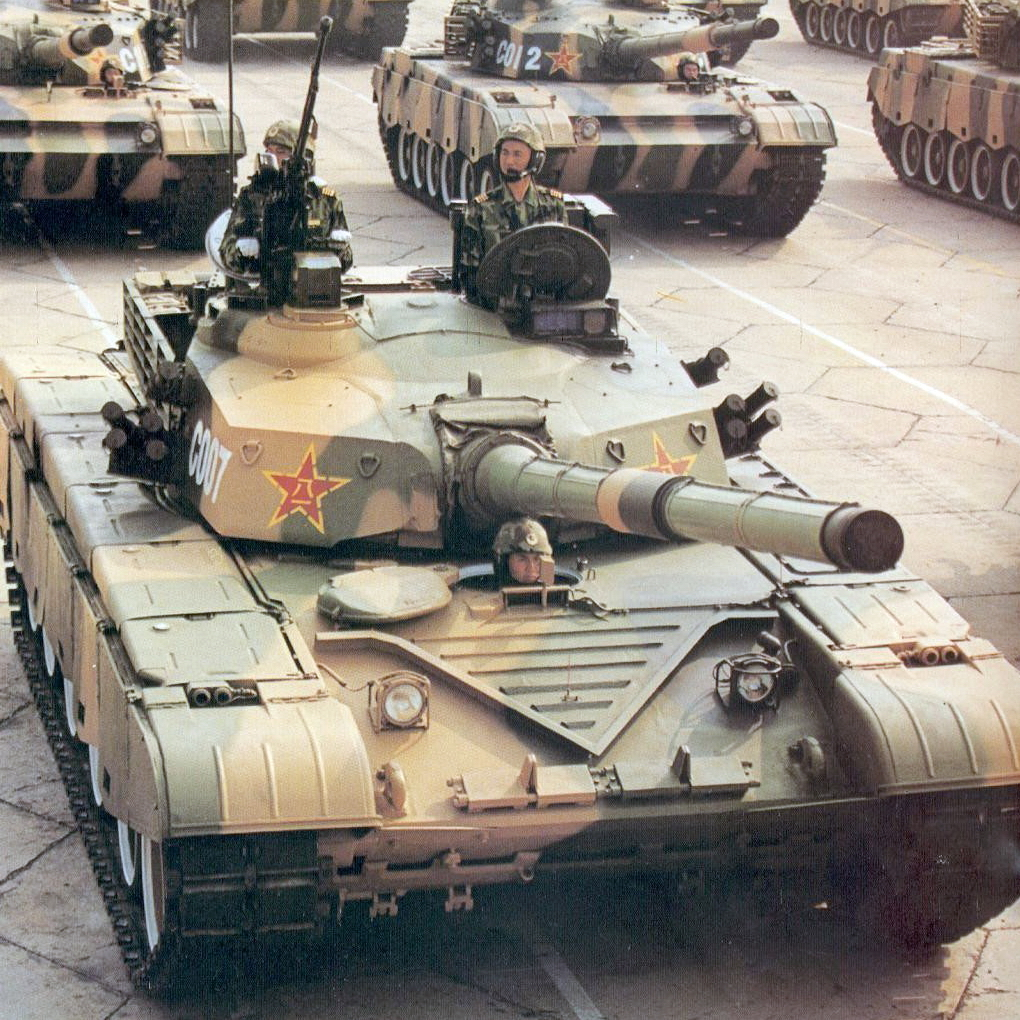
99式主战坦克原型车（曾被外界称为98式坦克）上搭载的ZPT-98坦克炮。
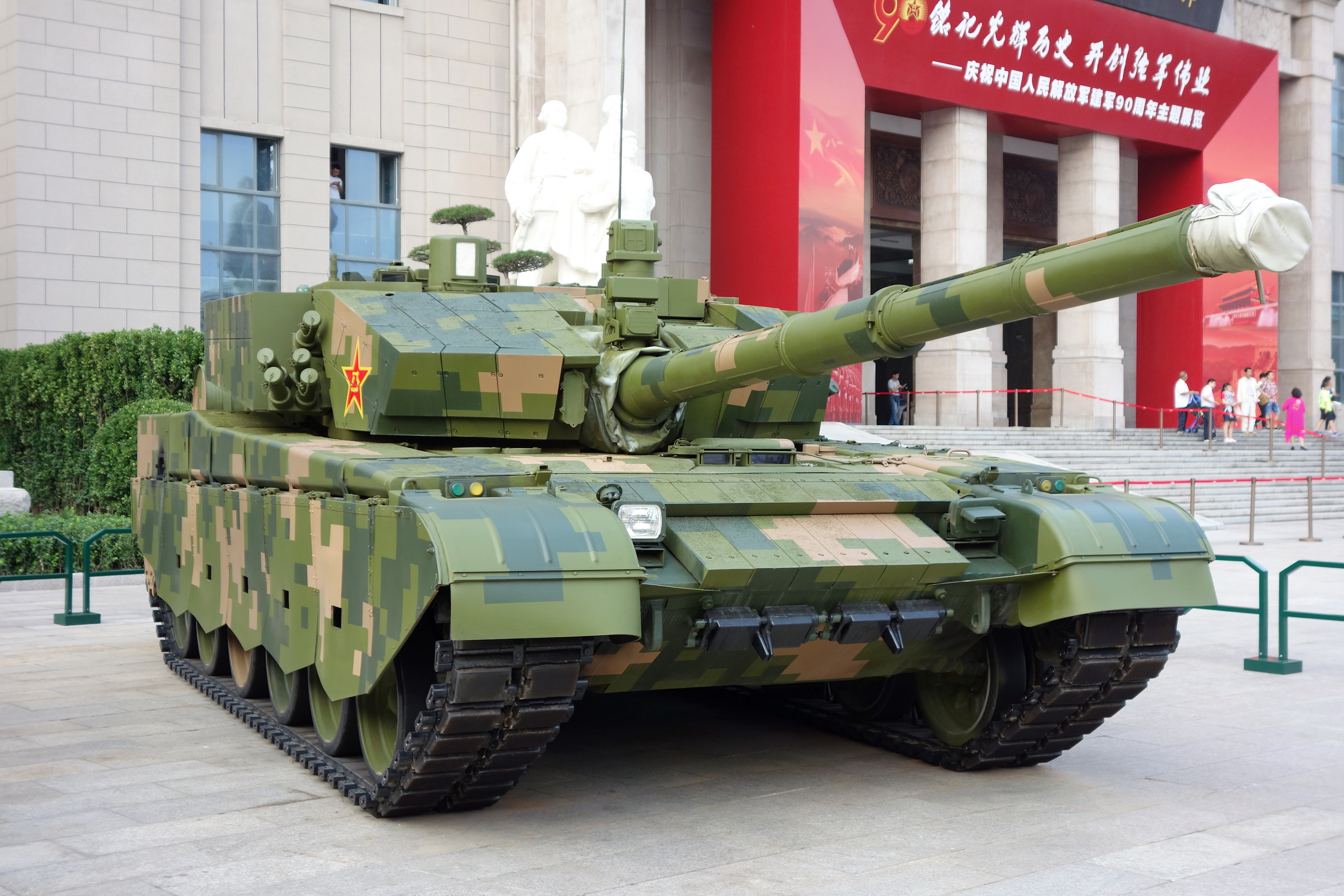
99A式主战坦克上搭载的ZPT-98坦克炮。

### 年代、功能、性能相近的其他火砲
- 2A46坦克炮：ZPT-98的原型
- KBA-3坦克炮：烏克蘭的2A46坦克炮衍生型
- 皇家兵工廠L30坦克炮：英國研製的120毫米線膛型坦克炮
- GIAT CN120-26/52坦克炮：法國研製的120毫米自動坦克炮
- 萊茵金屬120毫 米坦克炮（Rh-120）：德國研製的120毫米坦克炮，美軍命名為M256
- RUAG L50 120毫米緊湊型坦克炮：瑞士研製的120毫米坦克炮
- IMI 120毫米坦克炮：以色列研製的120毫米坦克炮主战坦克
- 2A82坦克炮：取代2A46坦克炮並於T-14「阿玛塔」以上使用

### 中國前代的武器
- 59式100毫米口徑線膛炮：從蘇聯許可引進的蘇制D-10戰車線膛型坦克炮
- 62式85毫米口徑線膛炮：62式轻型坦克和63式水陆坦克的主炮
- 81式105毫米口徑（英语：105 mm caliber）線膛炮：從奧地利許可引進的英制皇家兵工廠L7線膛型坦克炮，後改進為81A式、83式、94式

## 資料來源
1. ↑  中俄坦克恩仇录 （页面存档备份，存于） 观察者网 2014-08-09
2. ↑  T-72: Part 1 （页面存档备份，存于） Tankograd 2015-05-01